# Fietssnelweg F4
De fietssnelweg of fietsostrade F4 Antwerpen - Gent is een fietssnelweg die vertrekt ter hoogte van de P+R Linkeroever en loopt via Beveren, Sint-Niklaas en Lokeren naar het station Gent-Dampoort. Hetzelfde traject Antwerpen-Gent wordt verzorgd door de N70 (en A14/E17) voor het wegverkeer en lijn 59 voor het spoorverkeer.
De F4 loopt over vrijwel de volledige lengte parallel aan de spoorlijn 59. De totale lengte bedraagt 55,3 kilometer.

## Traject
De F4 is geen volledige fietssnelweg; er zijn nog delen onafgewerkt. De F4 bestaat uit volgende delen:
| Onderdeel | Status |
| --- | --- |
| In de buurt van de Katwilgweg (P+R Blancefloerlaan) - Zwijndrecht (Oost, in de buurt van Zwijndrecht Torenstraat)                 | Studie: wordt aangelegd in het kader van de Oosterweelverbinding. De exacte route wordt bepaald door Lantis (voorheen BAM). |
| Zwijndrecht (Oost, in de buurt van Zwijndrecht Torenstraat) - Zwijndrecht Station                                                 | Grotendeels aangelegd. Het deel in de buurt van de Torenstraat tot aan de Antwerpsesteenweg ontbreekt. Voor dit deel is er een tijdelijke route die begint aan de Burchtse Weel en verder loopt over de Antwerpsesteenweg. Tijdelijke bewegwijzering is aanwezig op dit traject. |
| Station Zwijndrecht (Alice Nahonlaan) - Zwijndrecht Heidestraat                                                                   | Studie. Het alternatief traject door enkele straten in de buurt van het station is onderdeel van de F4. De Fortlaan (ingericht als fietsstraat) kan als alternatief traject gebruikt worden.                                                                                     |
| Zwijndrecht Heidestraat - (Zwijndrecht Krijgsbaan) - Zwijndrecht Parmastraat                                                      | Aangelegd. De werken werden eind 2018 voltooid. |
| Zwijndrecht Parmastraat (grens Zwijndrecht/Beveren) - Station Beveren                                                             | Aangelegd |
| Station Melsele - Beveren Gravendreef                                                                                             | Aangelegd. In Beveren is er een aftakking ter hoogte van het station van Melsele naar het centrum van Beveren. Deze dreef loopt gedeeltelijk langs open velden. |
| Station Beveren - Nieuwkerken-Waas - Sint-Niklaas Rootputstraat/Nieuwe Molenstraat                                                | Aangelegd. Het eindpunt is het kruispunt van de Rootputstraat met de Nieuwe Molenstraat. |
| Sint-Niklaas Rootputstraat/Nieuwe Molenstraat - (Sint-Niklaas Vijfstraten/Sint-Niklaas Station) - Sint-Niklaas Driekoningenstraat | In 2024 opende de fietsbrug tussen de Nieuwe Molenstraat/Rootputstraat en de Noordlaan. Het drukke kruispunt bij Vijfstraten wordt hierdoor overbrugd. |
| Sint-Niklaas Driekoningenstraat - Destelbergen Burgstraat                                                                         | Aangelegd - grootste aaneengesloten stuk (route loopt langs Station Belsele, Station Sinaai, Station Lokeren en Station Beervelde). |
| Destelbergen Burgstraat - Destelbergen Spoorwegstraat                                                                             | Studie, momenteel is het alternatief traject onderdeel van de F4 (door de wijken Peerdeken en Vissershoek). |
| Destelbergen Spoorwegstraat - Land Van Waaslaan (Station Gent-Dampoort)                                                           | Aangelegd |

### Gerardabrug
De Gerardabrug is de fietsbrug van fietssnelweg F4 die in 2023-2024 over Vijfstraten in Sint-Niklaas gebouwd werd. De brug van ongeveer 90 meter en 200 ton is genoemd naar wielrenster Gerarda Van Steelandt.

## Plaatsen langs de F4
De F4 loopt langs een aantal treinstations. Volgende plaatsen liggen langs de F4:
- Antwerpen
- Zwijndrecht
- Melsele
- Kasteel Cortewalle, Beveren
- Beveren
- Nieuwkerken-Waas
- Sint-Niklaas
- Belsele
- Sinaai
- Lokeren
- Beervelde
- Lochristi
- Sint-Amandsberg
- Gent (Dampoort)

## Aansluitingen
Via de Beatrijslaan is er in Zwijndrecht aansluiting met de FR10 via de Kennedyfietstunnel. Deze wordt voorzien bij de realisatie van de Oosterweelverbinding.